# Appenzell
Appenzell (tiếng Pháp: District du Appenzell, tiếng Đức: Bezirk Appenzell) là một huyện hành chính của Thụy Sĩ. Huyện này thuộc bang Appenzell Innerrhoden. Huyện có diện tích 880 km², dân số theo thống kê của cục thống kê Thụy Sĩ năm 1999 là 229467 người. Thủ phủ của huyện ở thị trấn Appenzell. Mã bưu chính của huyện là 1600.